# آلتو سانتو
آلتو سانتو (به پرتغالی: Alto Santo) یک سکونتگاه مسکونی در برزیل است که در سئارا واقع شده‌است.